# 키크셀라목
키크셀라목(Kickxellales)은 키크셀라아문에 속하는 균류 목의 하나이다. 유일한 과 키크셀라과(Kickxellaceae)를 포함하고 있다. 단계통군이 아니다.

## 하위 속
| - 코이만시아속 (Coemansia) - Dipsacomyces - 키크셀라속 (Kickxella) - Linderina - Martensella - Martensiomyces | - Mycoëmilia - Myconymphaea - Pinnaticoemansia - Ramicandelaber - Spirodactylon - Spiromyces |